# Чечерське староство
Чечерське староство (пол. Starostwo Czeczerskie, біл. Чачэрскае староства) — адміністративна одиниця у складі Річицького повіту Мінського воєводства Великого князівства Литовського провінції Речі Посполитої. Центром Чечерського староства було містечко Чечерськ.

## Історія
Територія Чечерського староства відноситься до Полісся. За часів Київської Русі — це землі племені радимичів і дреговичів. У період панування Речі Посполитої була у володінні відомої «Сожской шляхти» (від річки Сож) формувалася поряд з «Друцький шляхтою» (від річки Друть), яка відбувалася в основному з місцевого боярства.
У середині XIV століття містечко Чечерськ із замком навколишніми землями був приєднаний до ВКЛ, як центр однойменної волості, держави і староства до 1509 р..
- У 1510 р. утворено Чечерське староство з правами самоврядування[7], у центрі Чечерську була зведена дерев'яна ратуша, що побічно свідчить про те, що Чечерськ мав Магдебурзьке право. У XV столітті в Чечерську побудували Чечерський замок (острог).
- З 1562 р. власники староства на утримання армії вносили до казни «кварту» — 1/4 частина чистого доходу.
- У 1506 р., 1523 р., 1563 р. — російські війська разом з татарами, путивльський намісник князь Григорій Федорович Мещерський воювали проти жителів даного староства[7].
- У 1566 р. Чечерське староство входить до складу Річицького повіту Мінського воєводства[8].
- Згадане у книгах Варшавських 1599 р..
- 22 жовтня 1629 р. містечко Чечерськ і село Зятьковічі на прохання міщан отримали від короля Сигізмунда III Вази право на влаштування щотижневих торгів і двотижневий ярмарок щорічно[9].
- У 1633 р. — козаки з воєводою І. Балашем воювали проти жителів староства, але завдяки гарному зміцненню замку у Чечерську вони відступили.
- У 1648 р. — козаки під керівництвом полковників Филона Гаркуши та Подобайли воювали проти жителів староства, але були розбиті під керівництвом Я. Пацея. Жителі староства брали участь у цій війні аж до 1651 р..
- У 1654–1667 рр. — розруха, бунт і війна через вторгнення козаків під командуванням Золотаренко І. Н. і його брата Золотаренко В. Н.[10]. У 1659 р. — облога Чечерська військами московитів[11].
- У 1726 р. — Чечерське староство належить князю Огінському. Перший прикордонний рубіж захисту держави ВКЛ становили села («вєсі»), «застінки» й околиці панцирних бояр: Хізи, Громико, Жалєзнікі, Свєтіловичі, Богдановичі, Сябровічі, Шепетовічі, Шиловичі, Єнци, Вороновщина, Жабіно, Коротковічі, Курагі, Лапічі, Сапогі, Струмень[12].
- У 1754 р. — початок місіонерської діяльності єзуїтів.
- У 1765 р. «ленним» правом на Чечерське староство володів Віленський воєвода Огінський.
- За законами Великого Князівства Литовського регулярно проводилися переписи населення і описи майна: Люстрації і Інвентарі (1704, 1726, 1738[13], 1765, 1777[14] років та ін.).
- У 1772 р. — Чечерське староство припинило своє існування після першого поділу Речі Посполитої (територія увійшла до складу Російської імперії).

## Адміністративний поділ
У Чечерського староство Річицького повіту адміністративно входили волості, війтівства, окремі боярські поселення, фамільні маєтки, села (пол. wieś) і «держави» (пол. dzierżawy). Чечерського замком управляли Губернатор Чечерська (пол. Gubernator Czeczerski). Замкові слуги жили в околиці міста Чечерська. Серед бояр шляхти були мостовничі, десятники, війти. Церковний причет мав земельні наділи при селах Вотор, Яцкевич, Нізімковичі, Рисково.
- Згідно Інвентаря 1704 р. Чечерському староству належало 22 села в Чечерській волості (без вказівки на войтовство): Вотор, Туріщанічі, Літвіновичі, Зятькевічі, Вощанкі, Березовка, Струмень, Волосовічі, Полісся, Колюди, Нізімковічі, Кубличі, Залєссє, Столбинь, Хлуси, Пліскі, Рєчкі, Дудічі, Сябровічі, Рисков, Мутневічі, Глибочіица[15].

- Згідно Інвентаря 1726 р. 24 села належало Чечерському замку. Селяни яких ділилися в адміністративному відношенні на 6 войтовств: Волосовське, Воторське, Залєське, Літвіновське, Поліське, Сябровське.

- Згідно Люстрації 1765 р. Чечерське староство мало г. Чечерськ (у кількості 170 будинків на 9 вулицях[16](пол.)) і волості: Пшедсожська (перед р. Сож) з кількістю 242 християнських «димів» (домів); Засожська (за р. Сож) з кількістю 344 християнських «димів». З 756 будинків староства — 20 юдейських «димів».

- У структури цих двох волостей входили війтівства: Шабровське, Літвинівське, Воторське, Ставбунське; Заліське, Онісімковське, Волосовське, Поліське, Хлусовське, Грицковське, Бєлєйовське.
- У складі їх були селянські села («вєсі») невійськового стану «тяглових» (пол. ciahlych).
- войтовство Залєське: Залісся, Кукліче, Онісімковіче.
- войтовство Поліське: Поліссє, Колюди.
- войтовство Волосовське: Сідоровиче, Волосовиче, Струмень.
- войтовство Літвінівське: Літвіновіче, Зятьковіче (Зяцьковщізна), Вощанка (Воща), Берчонка, Базилєво.
- войтовство Воторське: Вотор, Туріщаніче, Глубочица, Мутнєвіче, Осов, Хлуси, Стаубуни і Слобода Столбунська (Стовбин), Рєчка.
- войтовство Сябровське: Сябровіче, Дудзіче, Любіншчизна, Рисков.
- в інші: Скробовщізна, Слобода Хвошна, Гжібовка, Сушолка (Сушотка) або Будзіще Струменсе, Осіновка, Шешеловка, Бєлєйовка, Загор'є, Будіще Волосовське, Будіще Онісімовське, Лухіміче, Слобода Борисовка, Шаховщізна, Пєрєтокі, Слобода Грицковська, Буселовка, Берьозовка, Колбовська, Яцковщізна, Слобода Причелєсніца, Грицьков, Гори, Саприкі[17].

Кожне село відповідно Інвентаря 1726 р. мало наділ землі «отруб» для сільськогосподарських культур і тваринництва, млини, рудні, кузні (ковальні), рибальські озера, сукновальні, круподерні, бондарство, пивоваріння (броварство) і т. д.. Млини були в Чечерську і селах Дудичі, Литвиновичі, Онісімковічі (згідно Інвентаря 1704 р. млини, сукновальні, круподерні — у с. Литвиновичі, с. Нізімковичі, с. Дудичі). Рудні з плавильними печами — у селах Дудичі, Моліно, Річки, Стовбинь (відповідно Інвентаря 1704 р. рудні з плавильними печами в с. Столбинь і с. Річки). Рибний промисел — в озерах сіл Вотор, Туріщаничі, Литвиновичі, Струмень, Волосовиче, Нізімковічі, Залісся, Столбинь, Дудичі, Сябровичі.

## Населення і станова приналежність
- «Тягловий» стан селян мав свої «повинності» (пол. Powinność ludzi ciahłych)[18]: повинні були давати «податі» (податок) від кожного «диму» (дому) по 26 «грошів» (12-15 копійок) або 1 міру меду, міру хмелю, 1 курку. Статистично загальна «густота заселення» староства селянами була на момент Інвентаря 1704 р. 142 «дими» (доми) у 24 селах[19]. На момент Інвентаря 1726 р. — у волостях 230 домів і в слободах 63 доми (християнські)[20].

- На момент Інвентаря 1726 р. міщанський невійськовий стан був зосереджений в основному в Чечерську — на 7 вулицях 104 будинки християнські та 5 будинків юдейських. І міщани мали свої станові «повинності»[21]. У центрі староства, в місті були корчма, 3 торгові лавки («крами»), ринок, плац (майдан), юдейська школа. У Чечерську також були церкви: Воскресенська, Микільська, Пречистинська, Спаська; біля замку — ще костел святої Трійці. «Повинності» стану міщан (станове заняття) — жати хліб дворовий, ловити рибу і готувати її про запас, допомагати станові бояр у ремонті і будівництві і т. д.. Їхні «податі» (податок) — від кожного «диму» (будинку) по 18 «грошів» (9-10 копійок).

- Населення Чечерського староства загальним числом у 542 «димів» на момент Інвенатря 1726 р. поділялося на три стани: воєнний — бояр, і невійськове — міщан з селянами. Тому окремо до складу Чечерського староства входили боярські селища «пол. komput bojarów starostwa Czeczerskiego»[22] («Список бояр Чечерського староства» в Інвентарі 1726 р.) з «димами» (кількістю будинків, сімей): Богдановичі (5 будинків), Вороновщина (9), Громикі (21), Єнци (6), Жабіно (10), Жєлєзнікі (15), Коротковичі (10), Курагі (4), Лапічі (8), Сапогі (4), Святіловічі (7), Струмень (7), Сябровічі (8), Хізи (13), Шепетовічі (7), Шиловічі (10)[23]. На момент Інвентаря 1726 р. в Чечерському старостві знаходилося 144 боярських будинки з християн, загальним числом. Особливі, особисто цього станові присвоєні «повинності» (пол. Punkta powinnośći bojarow starostwa Czeczerskiego) — виїжджали на оборону кордонів (облога бояр «пол. Bojarska obloha»), ремонт бійниць замків і замкових укріплень, утримання мостів, служили як поліція на ярмарках, возили пошту, повинні були мати хороше озброєння і коня і т. д., тощо[24]. Їхні «податі» (податок) — щорічна «гіберна» у 2770 злотих.

У XIV–XVII ст. через Чечерське староство проходила дорога з міста Торуня в місто Владимир (древній шлях до Балтійського моря), за проїзд по якому брали мито «з коня» по 3 гривні і 4 денарія.
Чечерське староство було приписане до Ніжинського полку козаків у 1654–1657 р.. На його території квартирувалися козаки керовані «білоруським, могильовським, гомельським і чауським» полковником Іваном Нечаєм, і воєводою могильовським князем Іваном Рєпніним. Про панування Івана Дорошенко залишилися документальні згадки воєвод Могильова і Смоленська, свідоцтва білоруських селян і міщан Чечерського староства про козаків у зверненні до влади для слідства: «Ті козаки двори їм руйнують, самих їх б'ють і мучать, так що і проходу від цих козаків не стало, навіть на торг до них ніхто не сміє їхати»; «наїжджають козаки, села знищують і селян рубають, майно відбирають»; «не слухають, б'ють, грабують, в'яжуть і садять»; «приходять з великим шумом і погрозами». За відмову білоруських селян йти в козаки їх «торг в місті знищили, селян мучили і грабували… і палили»; «від козацького мародерства спорожніли повіти»; «людям з міст проїхати не можна»; «смуту чинять».

## Старости і намісники
Староство — це державний маєток, який давав великий князь або король на тимчасове користування феодалам як натуральну пенсію за службу.
На посаді чечерських старост відомі:
- У 1510–1511 рр. — Ян Немирович[28].
- У 1518–1524 рр. — намісник князь Семен Олександрович Чарторийський[29].
- У 1524–1529 рр. — князь Федір Михайлович Вишневецький[28].
- У 1535 р. — отримав у нагороду Остафій Дашкевич за заслуги від короля Сигізмунда I Старого[30].
- У 1536–1543 рр. — князь Іван Михайлович Вишневецький[28].
- У 1547–1570 рр. — Юрій Миколаєвич Зенович (Зенов'євич)[31][28].
- У 1577–1590 рр. — Кшиштоф Зенович[28].
- У 1609 р. — староста Зянович[32].
- У 1621 р. — Олександр Сапега отримав староство в дарунок від короля Сигізмунда III Вази[28][33].
- У 1633 р. — Кшиштоф Радзивілл[34].
- Після 1638 р. — Андрій Казимир Завіша[35]
- До 1652 р. — староста Казимир Тишкевич.
- У 1726 р. — староста граф Ігнатій Завіша[36].
- У 1765 р. — намісник Антоній Протасевич.

## Галерея

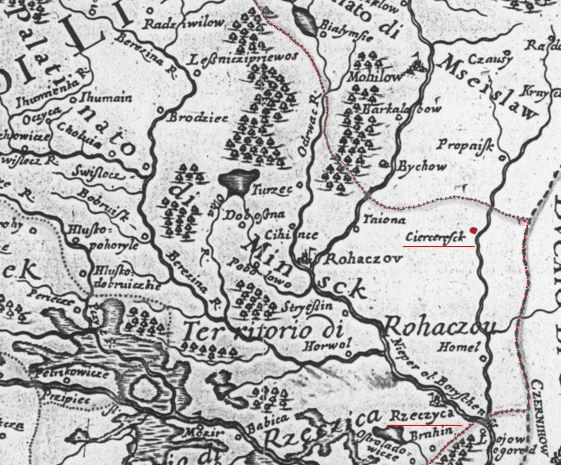
На мапі 1688 р. Чечерське староство Річицького повіту
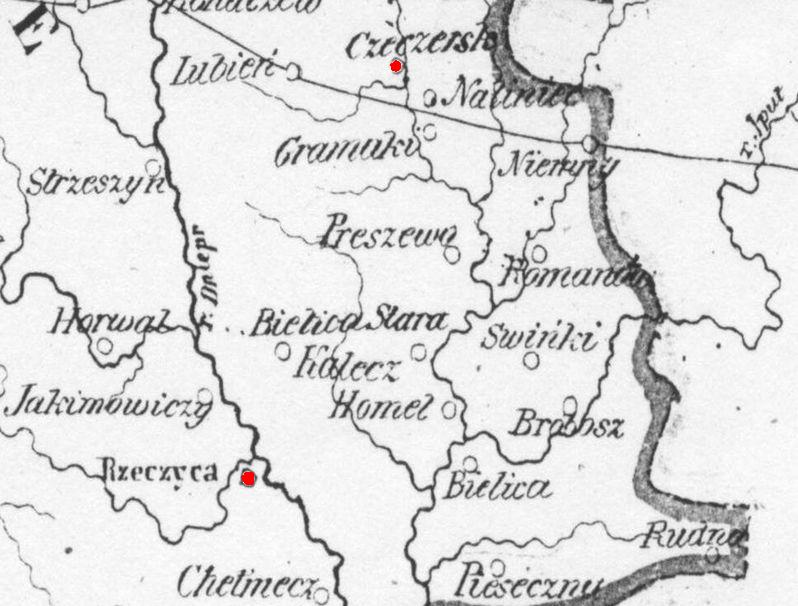
На мапі 1772 р. Чечерське староство Річицького повіту
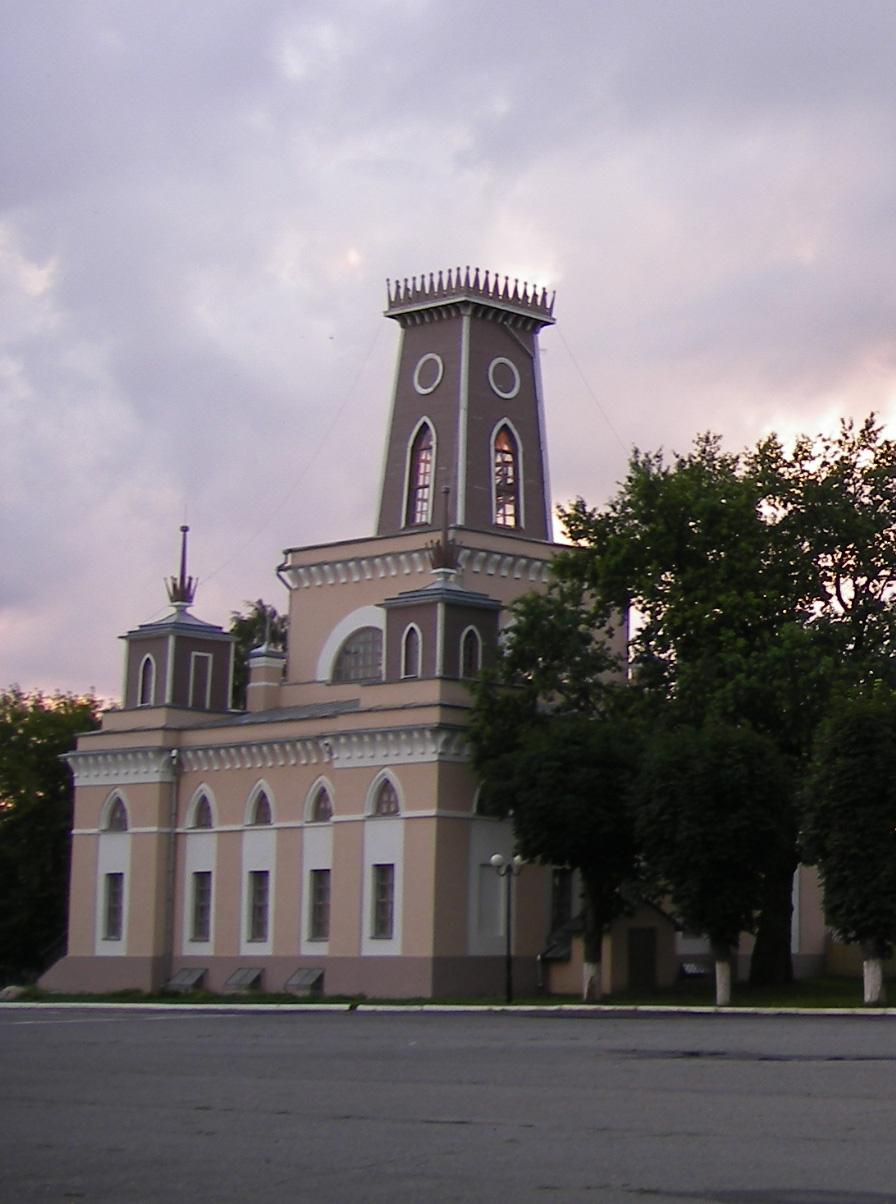
Чечерська ратуша XVIII ст.